# WWE Wreckless Intent
WWE Wreckless Intent é um álbum lançado pela WWE no dia 23 de Maio de 2006. O álbum é a sequela do WWF Forceable Entry (título provisório WWE Forceable Entry 2) e tal como o sucessor, as músicas são de artistas de rock cantando as versões das músicas de entrada dos Wrestlers. 

## Lista das faixas
| Faixa | Artista             | Música                    | Lutador           | Duração |
| ----- | ------------------- | ------------------------- | ----------------- | ------- |
| 1     | Saliva              | "I Walk Alone"            | Batista           | 4:07    |
| 2     | Mercy Drive         | "Burn in My Light"        | Randy Orton       | 3:55    |
| 3     | Homeboi             | "Hard Hittin'"            | Jonathan Coachman | 4:06    |
| 4     | Brand New Sin       | "Crank It Up"             | Big Show          | 4:28    |
| 5     | Desiree Jackson     | "Holla"                   | [a]               | 3:28    |
| 6     | Eleventh Hour       | "A Girl Like That"        | Torrie Wilson     | 3:07    |
| 7     | Kaballon            | "Quién Soy Yo (Who Am I)" | Carlito           | 3:26    |
| 8     | Theory of a Deadman | "Deadly Game"             |                   | 3:09    |
| 9     | Silkk the Shocker   | "I'm Comin'"              | [a]               | 3:32    |
| 10    | Shadows Fall        | "Fury of the Storm"       | Rob Van Dam       | 3:37    |
| 11    | Three 6 Mafia       | "Somebodies Gonna Get It" | Mark Henry        | 3:35    |
| 12    | Zebrahead           | "With Legs Like That"     | Maria             | 3:07    |
| 13    | Killswitch Engage   | "This Fire Burns"         | [a]               | 3:05    |
| 14    | P.O.D.              | "Booyaka 619"             | Rey Mysterio      | 3:12    |
| 15    | Motörhead           | "King of Kings"           | Triple H          | 3:58    |
| 16    | Drowning Pool       | "Rise Up 2006"            | SmackDown         | 2:54    |
| 17    | Eric & The Hostiles | "Pay the Price"           | Charlie Haas      | 3:40    |

a Respectivamente Kelly Kelly, Montel Vontavious Porter e CM Punk, não foram listados oficialmente, mas usavam as músicas como seus temas.